# Somnis de pes

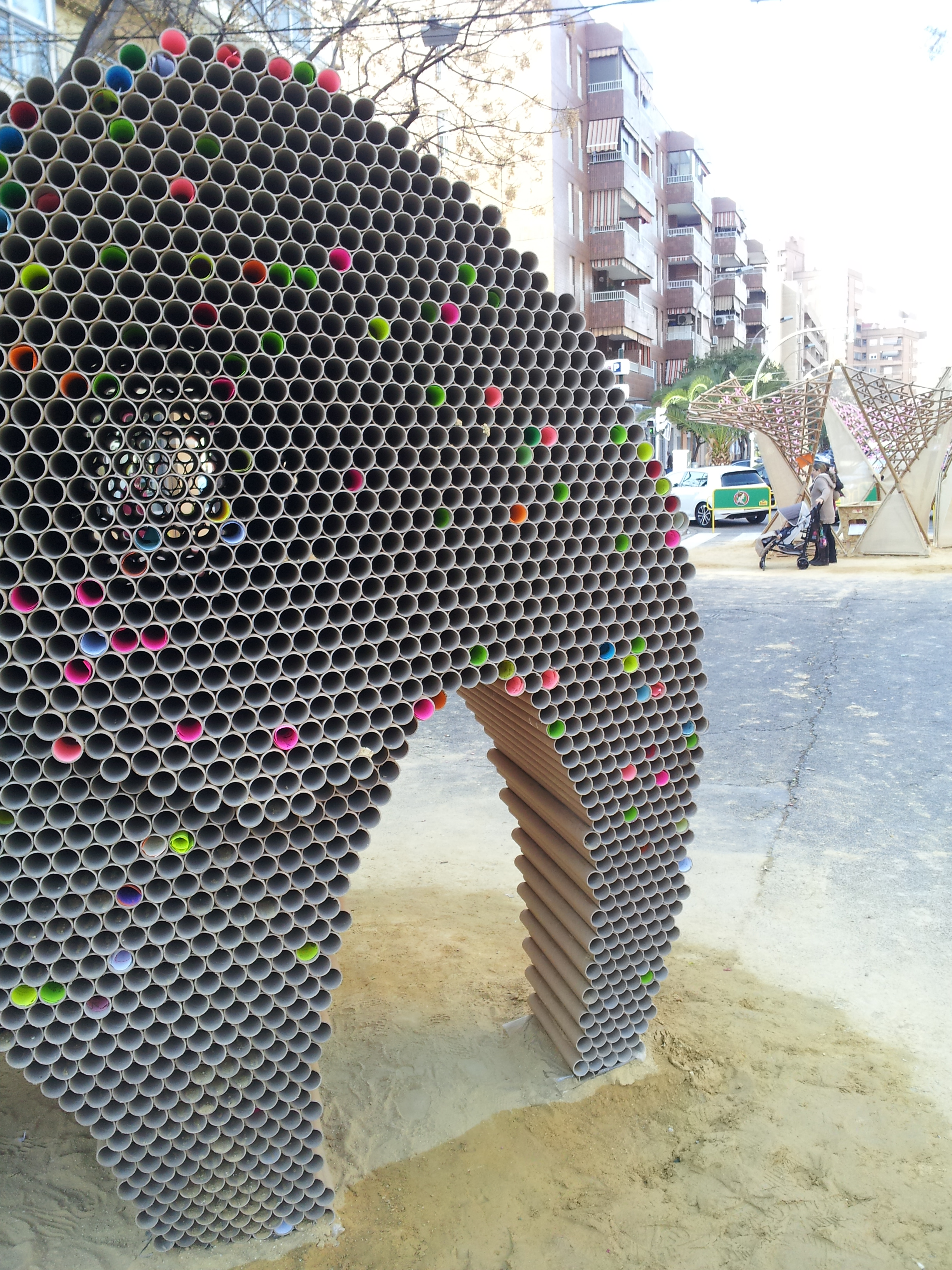
Cap de l'elefanta. Al fons, la falla gran, Flor sense arrels.

Somnis de pes va ser el cadafal faller infantil plantat per Castielfabib-Marquès de Sant Joan a les falles de 2015. Va ser realitzada per l'estudi Nituniyo.

## Explicació de la falla
La proposta de somnis de pes era el de fer un cadafal que permetera jugar en ell als xiquets, i que els visitants pogueren tocar-lo sense restriccions. En la seua realització es va evitar l'ús del porexpan, utilitzant-se 6.000 tubs de cartó que, a manera de píxels, componien la silueta d'una elefanta. A un faristol, es van disposar fulls de colors perquè el públic escriguera els desitjos i els deixaren a dins dels tubs, donant-li color a l'interior de la falleta.